# تامر حاج محمد
تامر حاج محمد لاعب كرة قدم سوري اصول شركسية من مواليد حمص، ويلعب مع منتخب سوريا لكرة القدم.

## روابط خارجية
- تامر حاج محمد على موقع الاتحاد الدولي (مؤرشف)  (الإنجليزية)
- تامر حاج محمد على موقع قاعدة بيانات كرة القدم.إي يو (الإنجليزية)
- تامر حاج محمد على موقع ناشيونال فوتبول تيمز (الإنجليزية)
- تامر حاج محمد على موقع Soccerway.com (الإنجليزية)
- تامر حاج محمد على موقع عالم كرة القدم.نت (الإنجليزية)
- تامر حاج محمد على موقع كووورة